# Ta-Nehisi Coates
Ta-Nehisi Coates (n. 30 septembrie 1975, Baltimore, Maryland, USA) este un jurnalist și autor american. Este cunoscut pentru articolele sale din revista lunară The Atlantic, în care abordează problemele populației afro-americane și supremația albă.

## Opere (selecție)
- Asphalt Sketches. Sundiata Publications, Baltimore ohne Jahr. Poezii.
- The Beautiful Struggle: A Father, Two Sons, and an Unlikely Road to Manhood. Spiegel & Grau, New York 2008, ISBN 978-0-385-52036-2
- Between the World and Me: Notes on the First 150 Years in America. Spiegel & Grau, New York 2015, ISBN 978-0-812-99354-7
- We Were Eight Years in Power: An American Tragedy. One World, 2017, ISBN 978-0-399-59056-6
- The Water Dancer. New York 2019

### Opere traduse în limba română
- Între lume și mine, editura Black Button Books, 2017, ISBN 978‐606‐94237‐9‐0

## Legături externe
- Lucrări de sau despre Ta-Nehisi Coates în biblioteci (catalog WorldCat)
- Ta-Nehisi Coates, Autorenseite bei The Atlantic
- Ta-Nehisi Coates Arhivat în 15 august 2020, la Wayback Machine., Autorenseite bei Hanser Berlin